# Satinder Kumar Lambah
Satinder Kumar Lambah (Peshawar, Raj británico, 16 de julio de 1941 - Delhi, India, 30 de junio de 2022) fue un diplomático indio.

## Trayectoria
- En 1964 entró al en:Indian Foreign Service y fue empleado en  Moscú, Daca, y Roma.
- De 1978 a 1982 fue Jefe Adjunto de la Alta Comisión en Islamabad.
- De 1982 a 1986 fue Secretario Adjunto en el departamento Pakistán, Afganistán, Irán en el Ministerio de Asuntos Exteriores (India).
- En 1983 fue Secretario General Adjunto de la Séptima de Países No Alineados Summit, Nueva Delhi.
- De 1986 a 1989 fue embajador en Budapest.
- De 1989 a 1992 fue Cónsul General en San Francisco (California).
- De enero de 1992 a julio de 1995 fue Alto Comisionado en Islamabad.
- De julio de 1995 a 1998 fue embajador en Bonn.
- De 1998 a 2001 fue embajador en Moscú.
- En 2001 fue retirado y presidió un comité de reorganización del Ministerio de Asuntos Exteriores (India).
- De 2001 a julio de 2002 fue representante Especial en Kabul.
- En 2004 fue Coordinador del Consejo Nacional de Seguridad.[2]